# José Serrano Salgado
José Ricardo Serrano Salgado (Cuenca, 19 de noviembre de 1970) es un abogado y político ecuatoriano. Se desempeñó como Ministro del Interior desde el 13 de mayo de 2011 hasta el 15 de noviembre de 2016. Fue el asambleísta más votado en los comicios presidenciales de 2017. Ocupó el cargo de presidente de la Asamblea Nacional de Ecuador desde el 14 de mayo de 2017 hasta el 9 de marzo de 2018 tras su destitución por la Asamblea Nacional, por supuesta conspiración.

## Carrera política
Serrano obtuvo su primer cargo ministerial en el gobierno del presidente Alfredo Palacio como titular del Ministerio de Trabajo y Empleo desde junio de 2005 hasta agosto de 2006. En dicha curul contribuyó al fortalecimiento del diálogo social tripartito entre trabajadores, empleadores y el entonces Congreso Nacional para conseguir la aprobación e implementación de la Reforma al Código del Trabajo, en materia de intermediación y tercerización laboral y la reforma al Código en materia de Erradicación de Trabajo Infantil y de inserción laboral para personas con capacidades especiales.[cita requerida]
En diciembre de 2006 se desempeñó un período como Ministro de Economía.[cita requerida]
En el gobierno de Rafael Correa, Serrano estuvo a cargo de la Subsecretaría de Minas del Ministerio de Minas y Petróleos entre septiembre de 2007 y agosto de 2009. Luego se desempeñó entre noviembre de 2009 y abril de 2010 como Secretario de la Gestión Transparente. Después de esto, fue nombrado Ministro de Justicia, Derechos Humanos y Asuntos Religiosos, entre abril de 2010 y mayo de 2011.[cita requerida]
El 13 de mayo de 2011, Serrano fue nombrado Ministro del Interior por el presidente Correa, en dicho cargo impulsó el primer proceso de depuración policial, siendo partícipe fundamental para la renovación y mejoras de las Unidades de Policía Comunitaria (UPC) y de las Unidades de Vigilancia Comunitaria (UVC) a nivel nacional, de la creación de los Laboratorio de Criminalística de la Policía Nacional y la reestructuración integral del sistema policial para así fortalecer la operatividad de la institución.
El 19 de febrero de 2017 fue elegido Asambleísta Nacional por Alianza País con más de 3 millones de votos, lo que le convirtió en el asambleísta más votado de las elecciones. El 14 de mayo fue elegido presidente de la Asamblea Nacional.
Serrano fue destituido de la presidencia de la Asamblea Nacional luego de que el fiscal general, Carlos Baca Mancheno, difundió el audio de una conversación de Serrano con el excontralor del Estado, Carlos Pólit, prófugo de la justicia tras ser implicado en el caso Odebrecht.
En 2020 es designado como miembro de la Comisión de Fiscalización de la Asamblea, en su tercera reestructuración dentro del período 2017-2021.

## Reconocimientos
- Como activista y protector de los derechos humanos, fue invitado por la Corte Interamericana de Derechos Humanos para asumir una posición de abogado junior.[14]
- Recibió la Orden Nacional del Mérito en el grado de Gran Cruz por el Gobierno de Ecuador por su trabajo en la reforma de las leyes laborales del Ecuador.[14]